# Архитектура Улан-Удэ

## Архитектура Улан-Удэ
Удинский острог построен, по разным данным, в 1677, 1678 или 1680 году. К 1716 году с запада к пятибашенному острогу пристроили новую стену. На новой площади расположились строения с плотной квартальной застройкой. С возведением стен вокруг поселения Удинск превратился в крепость наиболее распространенного в Сибири типа — «двойной острог».

### XVIII век

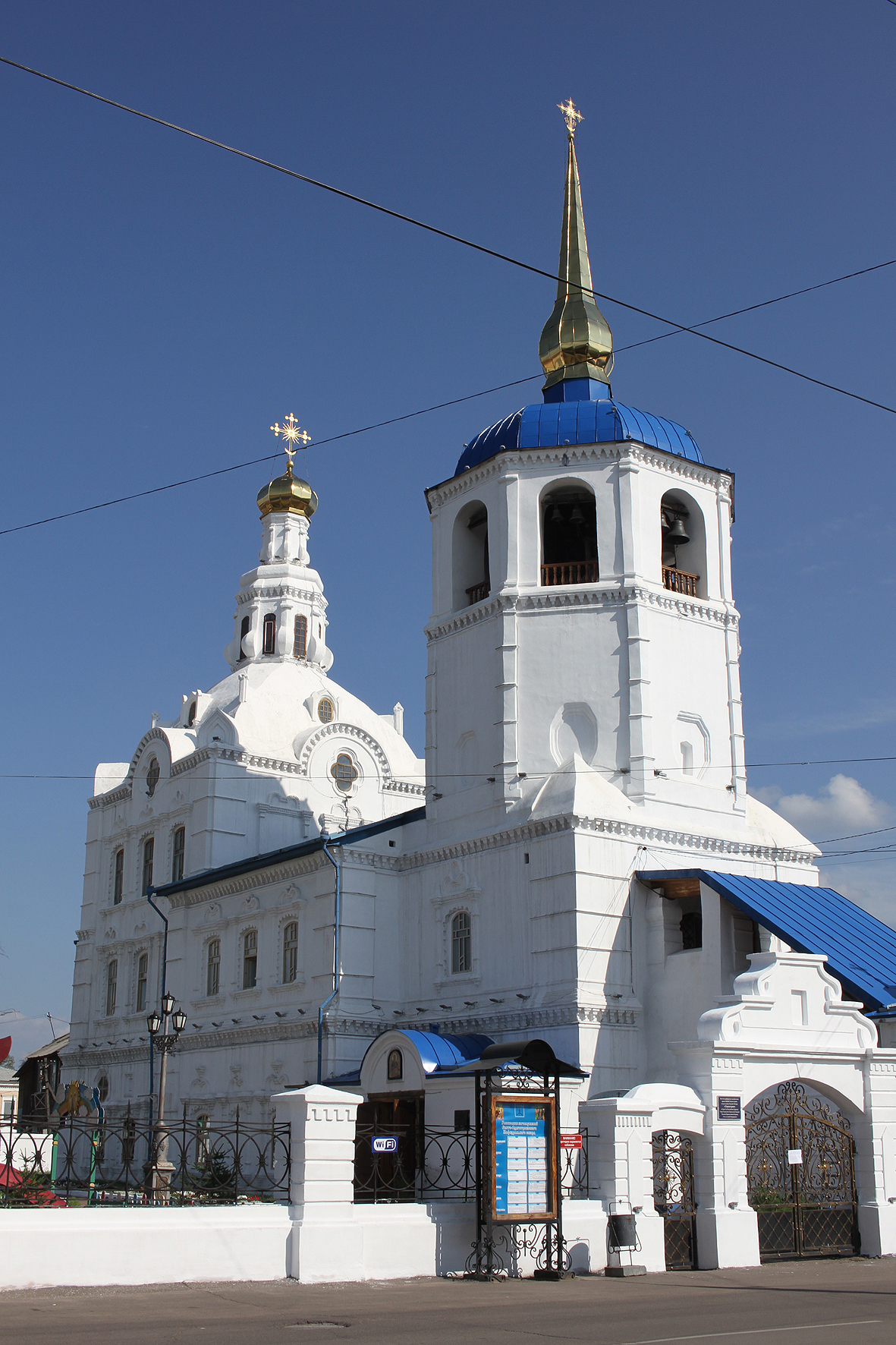
Одигитриевский собор, 1741-1785

В 1741 году началось строительство Одигитриевского собора — первого каменного здания в городе. От собора к Нагорной площади прокладывается Большая улица. Позднее она стала называться Большой Николаевской (ныне улица Ленина). Одигитриевский собор стал высотной доминантой города. Его положение было принято за исходную точку при распределении сетки улиц в градостроительных планах XVIII—XIX веков.
По свидетельствам П. С. Палласа в 1770-е годы острожная крепость всё ещё стояла на горе, но все её жители переселились в слободу.
Строительство деревянной кладбищенской Троицкой церкви началось в 1770 году. В 1786 году немного севернее ветхого здания деревянной Спасской церкви началось строительство каменного храма, завершившееся в 1800 году. Церковь находилась на углу улиц Калинина (бывшая Спасская) и Соборной. У церквей образуются свободные пространства, которые играли роль архитектурно-композиционных узлов. В начале XVIII века деревянные церкви строились в стиле шатровых, кубоватых церквей Русского Севера. Во второй половине XVIII века формируется стиль сибирского барокко.
C 1780 года в городе проходят ярмарочные торги. С 1786 года они проводятся два раза в год (позднее Верхнеудинская ярмарка). Верхнеудинск постепенно превращается в основной перевалочно-складской и товарораспределительный центр, становясь крупным торговым центром Западного Забайкалья. Позднее улицы города называются фамилиями крупных купцов, проживающих на них: Лосевская, Голдобинская, Курбатовская, Мордовская и др. Ярмарочные торги происходят на Базарной площади (ныне площадь Революции 1905 года).

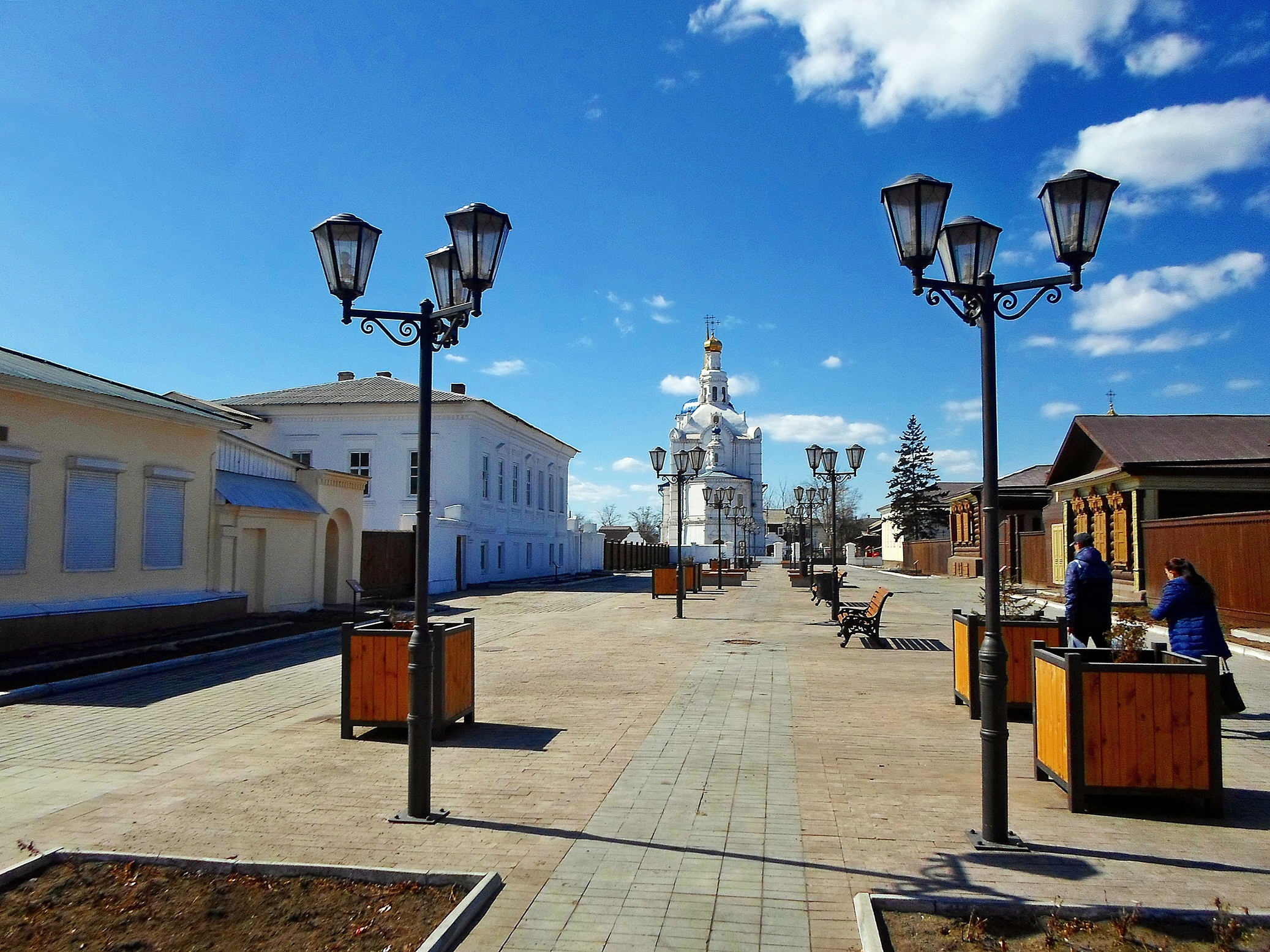
Соборная улица

В 1792 году Верхнеудинск делился на две части: городовую и слободскую. В городовой части сохраняется острог, в слободской располагались пять провиантских магазинов, канцелярия, казармы, винный подвал, питейные дома, торговые лавки, богадельня, четыре административных здания, 110 обывательских домов, две деревянные и одна каменная церкви. Город развивался вдоль реки Уды. Главной улицей была Соборная.
В последней трети XVIII века в российских городах проводили мероприятия по упорядочиванию застройки, согласно указу Екатерины II от 25 июля 1763 года «О сделании всем городам, их строению и улицам специальных планов по каждой губернии особо». План застройки города 1765 года не был принят. По плану регулярной застройки города, принятому в 1780 году, в качестве перспективного направления была выбрана местность в нагорной части. Храмы со своими площадями были приняты в качестве центральных зданий и архитектурных доминант, которые завершали перспективу улиц.
К 1790-м годам в городе насчитывалось 110 домов и проживало 4710 человек. В исторической части кварталы правильной геометрической формы, улицы прямые и ровные, ориентированные параллельно берегам Уды и Селенги.

### XIX век
Первые каменные жилые здания появились в городе в начале XIX века.

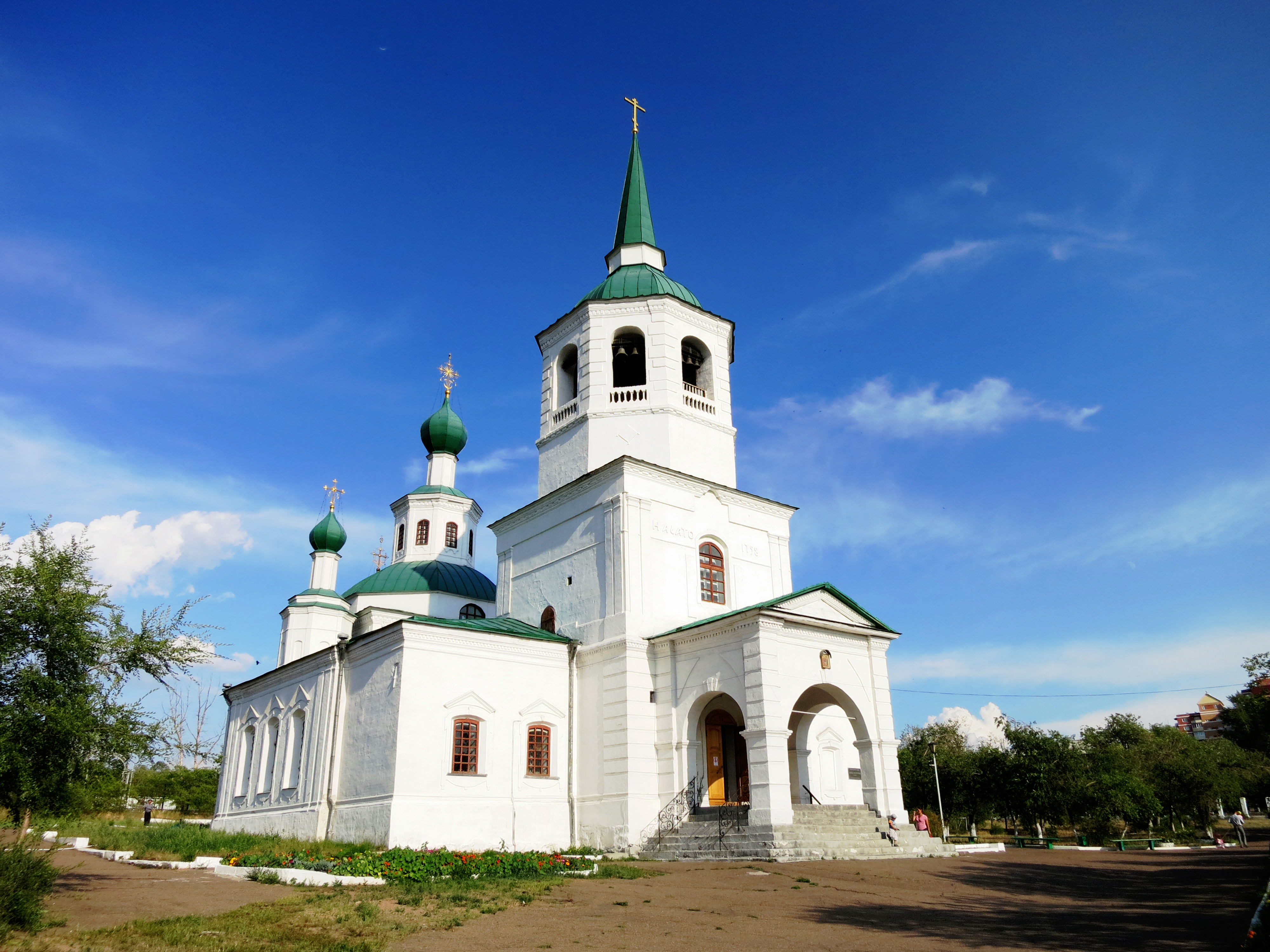
Троицкая церковь
(1798 — 1809)

В 1810 году был издан альбом «Собрания высочайше апробированых фасадов» (Образцовые проекты). Городничим предписывалось иметь экземпляр альбома. Особое внимание уделялось внешнему виду центра города и главных улиц. Для строительства и реконструкции зданий в первой половине XIX века требовалось разрешение полиции и санкция Иркутской строительной комиссии. В 1853 году указ Сената дал право городничим разрешать строительство обывательских домов, имеющих до пяти окон включительно.
В 1816 году был принят новый проект застройки Верхнеудинска, разработанный иркутским губернским архитектором Я. Кругликовым, и определившим планировку, которая сохранилась в исторической части города до настоящего времени. Проект предусматривал периметральную застройку кварталов, с непрерывным фронтом декоративно оформленных фасадов вдоль главной линии улиц.

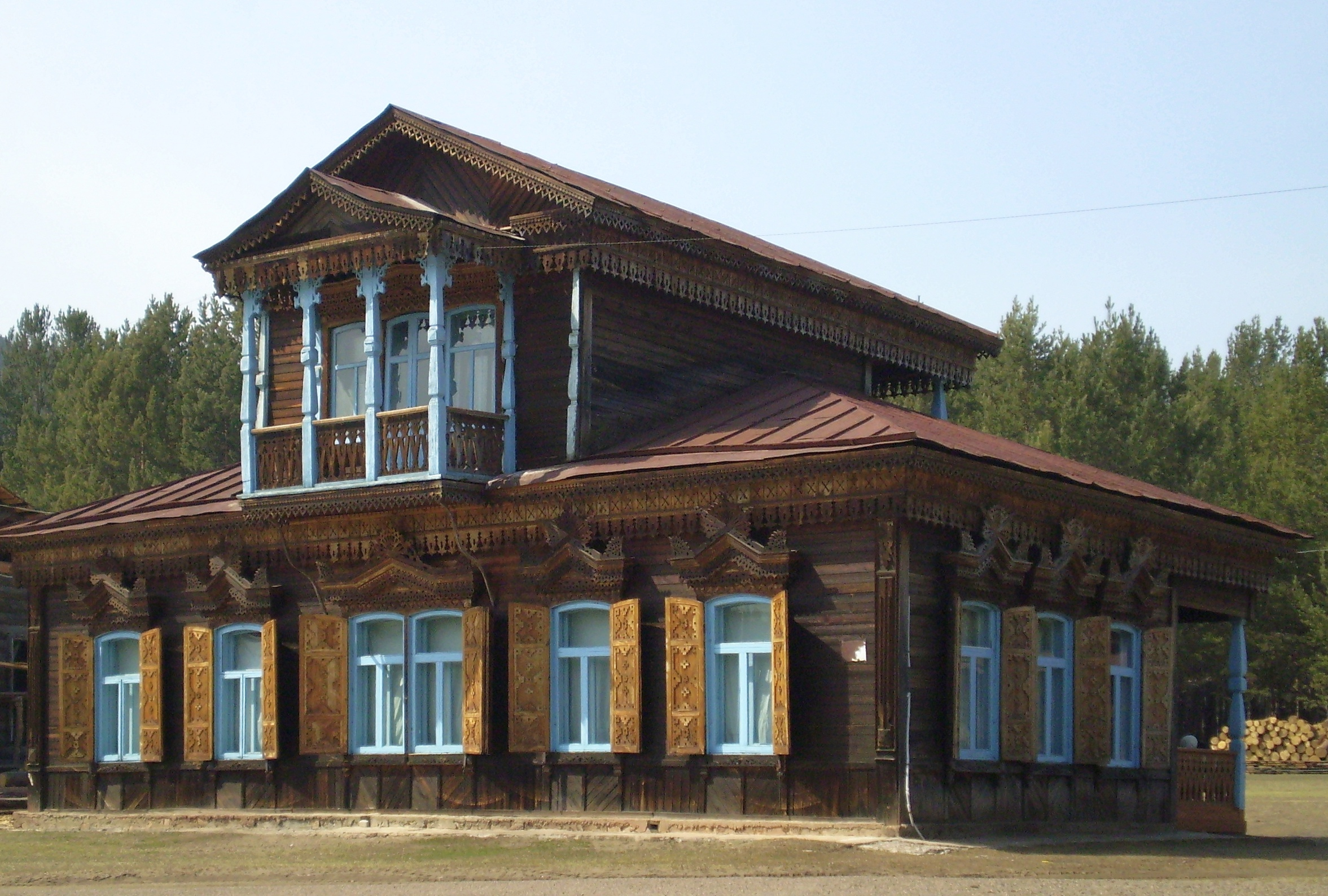
Дом с мезонином

Город разделялся на три части: на собственно городскую часть, Заудинское предместье (Заудинская слобода) и предместье на левом берегу Селенги — Поселье, возникшее в самом начале XIX века. В 1810 году в городской части было 12 улиц: Большая Набережная (ул. Смолина), Трактовая (ул. Ленина), Северо-Южная (Коммунистическая ул.), Спасская (ул. Калинина), Набережная по Уде (Набережная ул.), Соборная, Мещанская (ул. Банзарова), Солдатская (ул. Свердлова), Троицкая (ул. Куйбышева), Гостиная (ул. Кирова), Ямская (ул. Каландаришвили), Луговая (Советская ул.). В Заудинском предместье было шесть улиц: Перевозная (Большая — Центральная — ул. Бабушкина), Набережная (Мостовая ул.), Вознесенская (Производственная ул.), Средняя (Мещанская — Гражданская ул.), Каменная (Подкаменская ул.), Косогорная (Станичная — Красногвардейская ул.).

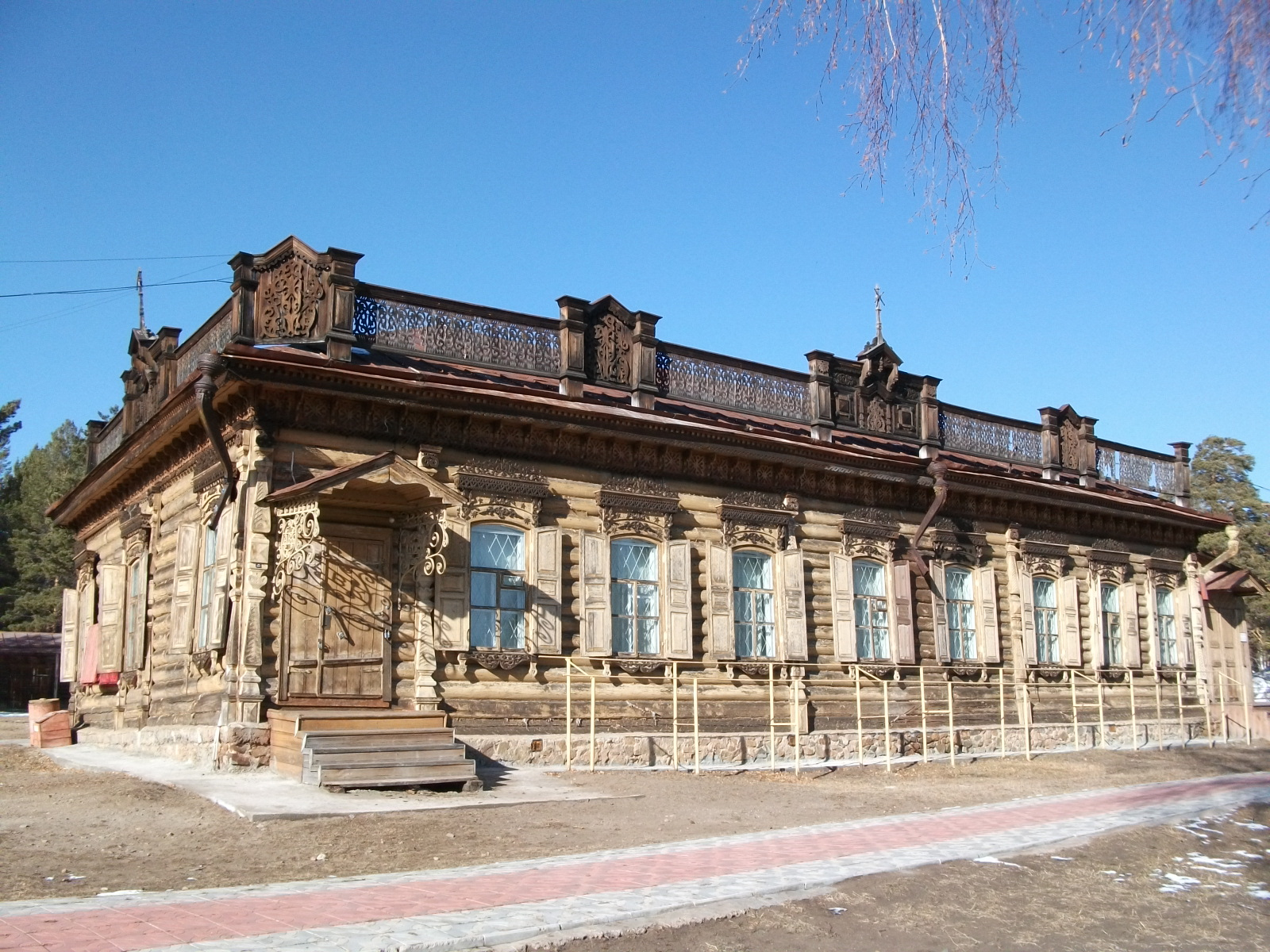
Доходный дом

По данным за 1828 год в Поселье проживало 35 мещан и цеховых. В 1830-е годы в городской части возникли улицы Закалтусная (Профсоюзная ул.) и Мокрослободская (ул. Балтахинова). К 1833 году в Заудинском предместье было уже девять улиц.
По плану 1839 года общая площадь территорий в пределах городской черты была определена почти в 12 тысяч десятин. Эта площадь города сохранялась до конца XIX века.
По проекту 1846 года архитектора Сутормина предполагалось осваивать нагорную и северную части города, прилегающие к Иркутскому тракту и реке Селенге. С 1833 по 1867 год число зданий города увеличилось с 451 до 617.
Городовое положение от 16 июня 1870 года предоставило право городским управам утверждать планы и фасады частных зданий, выдавать разрешения на перестройку и наблюдать за правильным использованием построек.
Функцию парадной площади исполняла южная часть Базарной площади. Во время государственных праздников (коронации, празднование 900-летия крещения Руси и т. п.) здания на площади украшались знамёнами, фонарями, транспарантами.
С 1810 по 1895 год население города выросло с 3 до 5,5 тысяч человек. Количество жилых зданий выросло с 402 до 763, из них 55 были каменными.

#### Усадьбы
В XIX веке город был застроен усадьбами с большим количеством надворных построек. В городской части главные дома усадеб были, большей частью, двухэтажными, с фасадами, выходящими на улицу. В первом этаже размещались лавки, магазины, конторы. Во дворе могли быть: огород, конюшня, баня, сараи, амбары, погреба, подвалы, питейные заведения и другие постройки. В Заудинской слободе усадьбы мещан и казаков были скромнее.
Во второй половине XIX века, после пожара 1878 года, в центральной части города вместо деревянных усадеб строятся каменные дома. Частично сохраняются флигели и некоторые надворные постройки.

#### Соборная площадь
Пожар 10 июня 1878 года уничтожил около 70—75 % зданий города.
Одигитриевский собор был вплотную застроен деревянными жилыми зданиями и пострадал в огне. После пожара было принято решение создать вокруг собора большую площадь. С юга новая площадь ограничивалась усадьбами Набережной улицы, с запада — Большой улицей, с востока домом № 1 на Соборной улице и усадьбой купца 2-й гильдии Александра Егоровича Мордовского (ул. Банзарова, 20). В северо-восточном углу площади располагалась усадьба купца 1-й гильдии Александра Петровича Кулакова (ул. Банзарова, 11) (не сохранилась). На северной границе площади находилась усадьба купца 2-й гильдии Василия Машанова (ул. Ленина, 15).
На Соборной площади проводились праздничные молебствия и мероприятия: в честь 300-летия присоединения Сибири, коронации и другие.

#### Налогообложение недвижимости
Земельные участки отдавались городскими властями в аренду жителям на различные сроки: на 10, 12, 20 лет, на 40 лет с правом продления ещё на 20 лет, на 99 лет, а также на срок, какой «городская дума найдет для себя удобным». Участки земли сдавались в аренду с торгов. Арендаторы могли строить на них жилые здания и другие постройки, придерживаясь правил строительного устава и действующих обязательных постановлений городской думы, изданных 12 сентября 1879 года. Земельные участки также продавались с торгов в вечное и потомственное владение.
В 1876 году подушная подать была заменена налогом с недвижимого имущества всех владельцев. В городскую казну собирался сбор, равный 1 % стоимости имущества.

### XX век

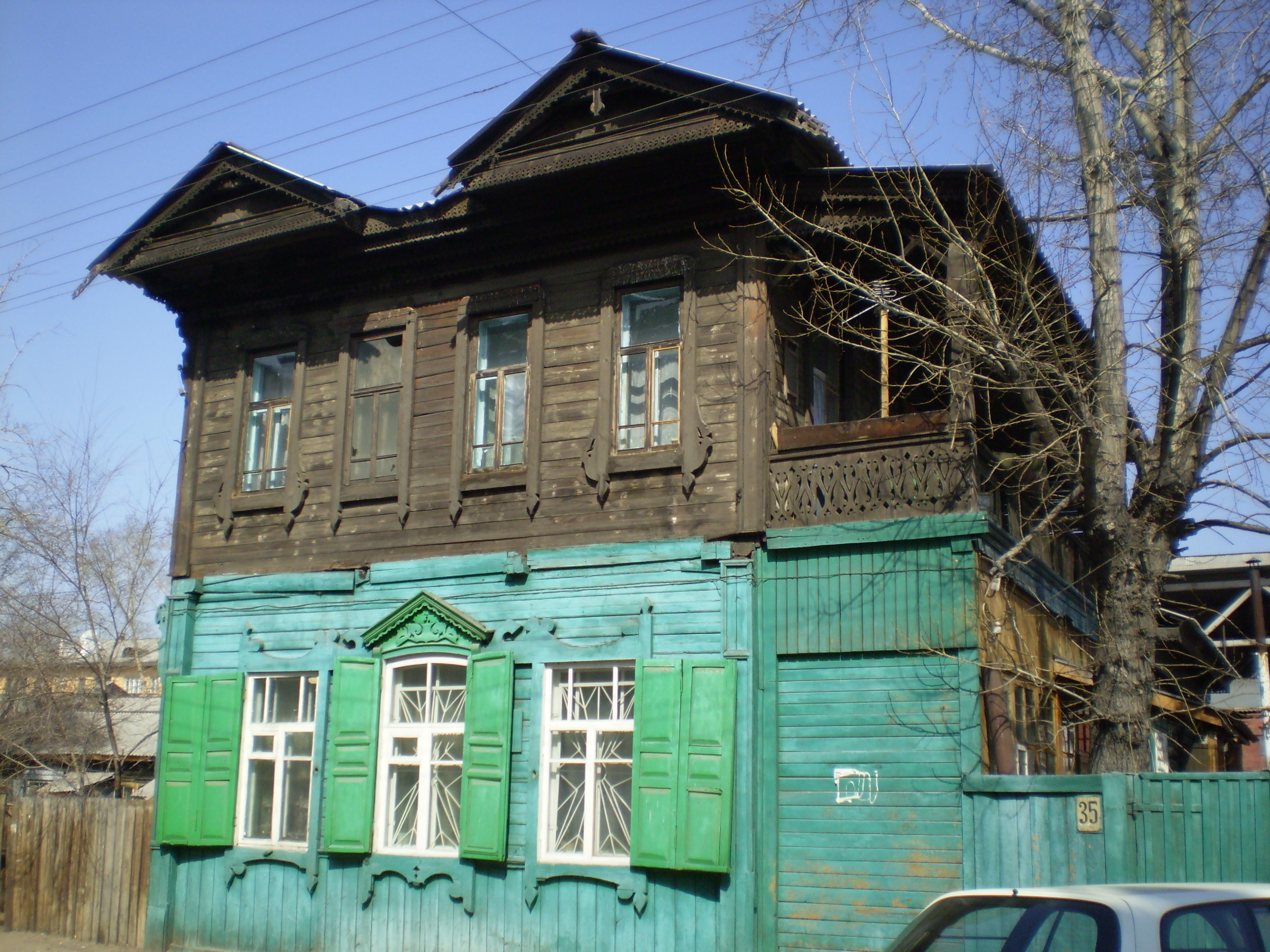
Памятник архитектуры усадьба Л. Д. Розенштейна. Ул. Свердлова, 35

3 января 1900 года началось регулярное железнодорожное сообщение по Забайкальской железной дороге. Город начинает осваивать новые пространства. Один из кварталов, примыкающий к Большой Николаевской улице (ныне ул. Ленина), был оставлен незастроенным. Так возникла обширная Нагорная площадь.
В начале XX века на Нагорной площади С. И. Розенштейн построил каменный дом в стиле модерн. Дом Самуила Иосифовича Розенштейна стал первым в Верхнеудинске трёхэтажным зданием.
В 1906 году построен деревянный 9-пролётный мост арочного типа через Уду. Проект моста бесплатно разработал инженер Ю. Н. Эбергардт.
В 1908 году на Большой Николаевской улице запрещено строительство деревянных домов.
К 1913 году численность населения города выросла до 17 тысяч человек, количество жилых зданий увеличилось до 2742, в том числе 141 каменное. Застраиваются берега рек, появляется электрическое освещение. К 1917 году население Верхнеудинска выросло до 20 тысяч человек. Возникли посёлок железнодорожников в районе вокзала, посёлки Нижняя Берёзовка и Верхняя Берёзовка.
Фасады жилых домов оформляются большими оконными проёмами, широко распространяются крытые веранды, балконы и открытые лестницы. Фасады и наличники окон богато украшаются резьбой.

#### Советский период
30 мая 1923 года образуется Бурят-Монгольская АССР и Верхнеудинск становится столицей республики.
К 1924 году, за 10 лет (с 1914 года), население города выросло примерно в два раза за счёт беженцев. Новые жители города стихийно расселялись в «постройках хибарочного типа» вдоль железной дороги и на Батарейной горе. В городе наступает жилищный кризис, действует Чрезвычайная жилищная комиссия (ЧЖК). 10 сентября 1925 года ЧЖК была расформирована.
4 сентября 1923 года обязательным постановлением № 2 Прибайкальский губернский исполком обязал владельцев домов устроить по одинаковому образцу деревянные тротуары по улицам: Большая, Лосевская, Думская, Базарная, Проезжая, Мокрослободская, Троицкая, Большая Набережная. 6 мая 1924 года обязательным постановлением № 33 Городской исполком обязал владельцев и арендаторов домов по улицам Ленинской, Юного Коммунара, Монгольской, Коммунальной и Милицейской высадить деревья у своих домов.
7 ноября 1926 года на Нагорной площади (Площадь Советов) открылся Памятник павшим борцам за коммунизм. Долгое время он был единственным памятником в городе.
В конце 1920-х — начале 1930-х годов границы города значительно расширились по северо-восточной и южной периферии. Заметной стала застройка за линией железной дороги (появилось около 30 новых кварталов). Центром проведения общественных мероприятий оставалась площадь Революции.
В 1930-е годы в городе начинается крупное промышленное строительство. Численность жителей значительно увеличивается. Размер жилой площади в Верхнеудинске в 1923 году составлял 6,93 м² на человека, а в 1939 году обеспеченность жильём снизилась до 4,77 м² на человека, что было ниже санитарной нормы, которая составляла 8 м². Почти все дома требовали капитального ремонта, имея в среднем до 75 % износа.
Нагорная площадь застраивается административными зданиями (Дом Советов, 1931 год, проект архитектора А. А. Оля) и становится вторым общественным центром города.
В 1934 году Верхнеудинск переименован в Улан-Удэ.
В 1934 и 1936 годах принимаются «Генеральные проекты планировки и застройки Улан-Удэ». Проект 1934 года был разработан проектным институтом Гипрогор. В середине 1930-х годов разворачивается капитальное жилищное строительство, прерванное Великой Отечественной войной. С 1923 по 1941 год жилищный фонд вырос с 121,3 тыс. м² до 382,4 тыс. м². Город застраивается фрагментарно, большими и малыми посёлками. Предпринимаются попытки создания жилых комплексов. Например, при строительстве «соцгородка» ПВРЗ был создан свой общественный центр, застройка велась с учётом условий рельефа и природного окружения. В 1934—1938 годах строится Дворец культуры ПВРЗ по проекту архитекторов П. Т. Фабрисова и Н. А. Шматько. Свои соцгородки были построены вокруг мехстеклозавода и мясокомбината.
В 1936 году построен мост через Селенгу.
В 1949 году был ещё один «Генеральный проект планировки и застройки Улан-Удэ».

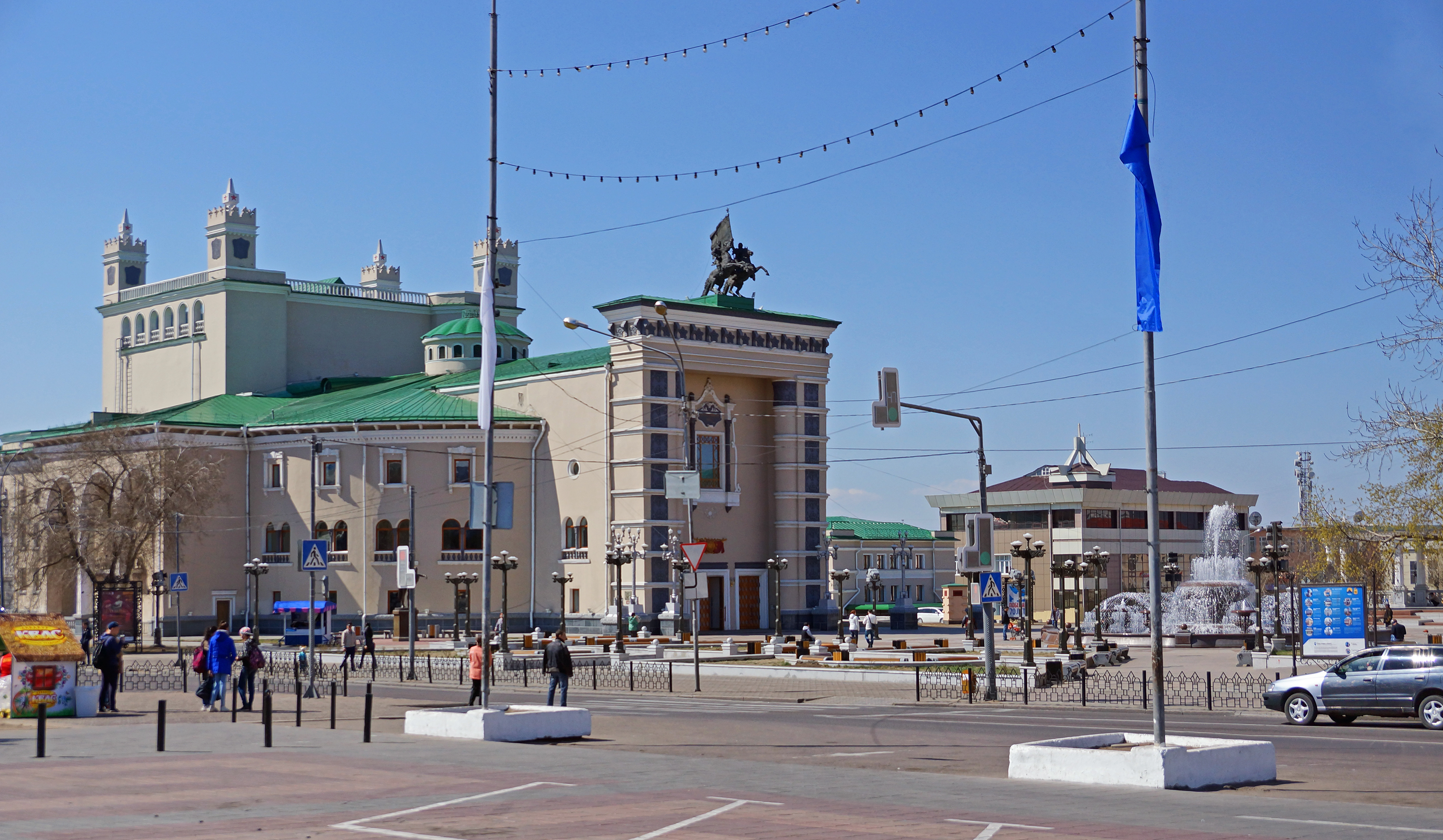
Театр оперы и балета

В 1952 году на площади Советов завершилось строительство здания театра оперы и балета. Автор проекта — архитектор архитектурно-проектных мастерских Моссовета А. Н. Фёдоров. Во второй половине 1960-х годов на площади были построены здания Совета Министров (архитекторы Р. А. Вампилов и А. Я. Галяутдинов), Бурятского управления строительства, новый корпус Дома Советов. 

Памятник В.И. Ленину

2 ноября 1971 года был открыт Памятник В. И. Ленину. Этим завершилось формирование ансамбля главной площади города.
В 1955 году было начато строительство железобетонного моста через реку Уду по проекту Н. Я. Ярцева и Ш. А.  Клеймана.
В 1950-е годы осуществляется многоэтажная застройка по проспекту Победы. Троицкая церковь оказалась закрыта новыми зданиями и город утратил один из своих выразительных силуэтов.
В 1960-е годы началось массовое крупнопанельное жилищное строительство.
В 1984 году при участии Иркутского политехнического института был разработан проект охранных зон и зон регулирования застройки памятников истории и культуры города Улан-Удэ.
В 1986 году постановлением Совета Министров РСФСР утверждён Генеральный план города Улан-Удэ, разработанный институтом Ленгипрогор.

#### Административное деление
- Советский район — образован под названием Городской район Постановлением Президиума ВЦИК от 25 марта 1938 года; переименован в Советский район Указом Президиума Верховного Совета РСФСР от 20 июня 1957 года.
- Железнодорожный район — образован постановлением Президиума ВЦИК от 25 марта 1938 года.
- Заводской район — образован Указом Президиума Верховного Совета РСФСР от 3 февраля 1945 года за счёт разукрупнения Городского и Железнодорожного районов; ликвидирован Указом Президиума Верховного Совета РСФСР от 30 августа 1948 года с включением его территории в состав Железнодорожного района.
- Октябрьский район — образован Постановлением ВЦИК от 25 марта 1938 года под названием Пригородный район; переименован в Октябрьский район Указом Президиума Верховного Совета РСФСР от 20 июня 1957 года.

#### Постсоветский период

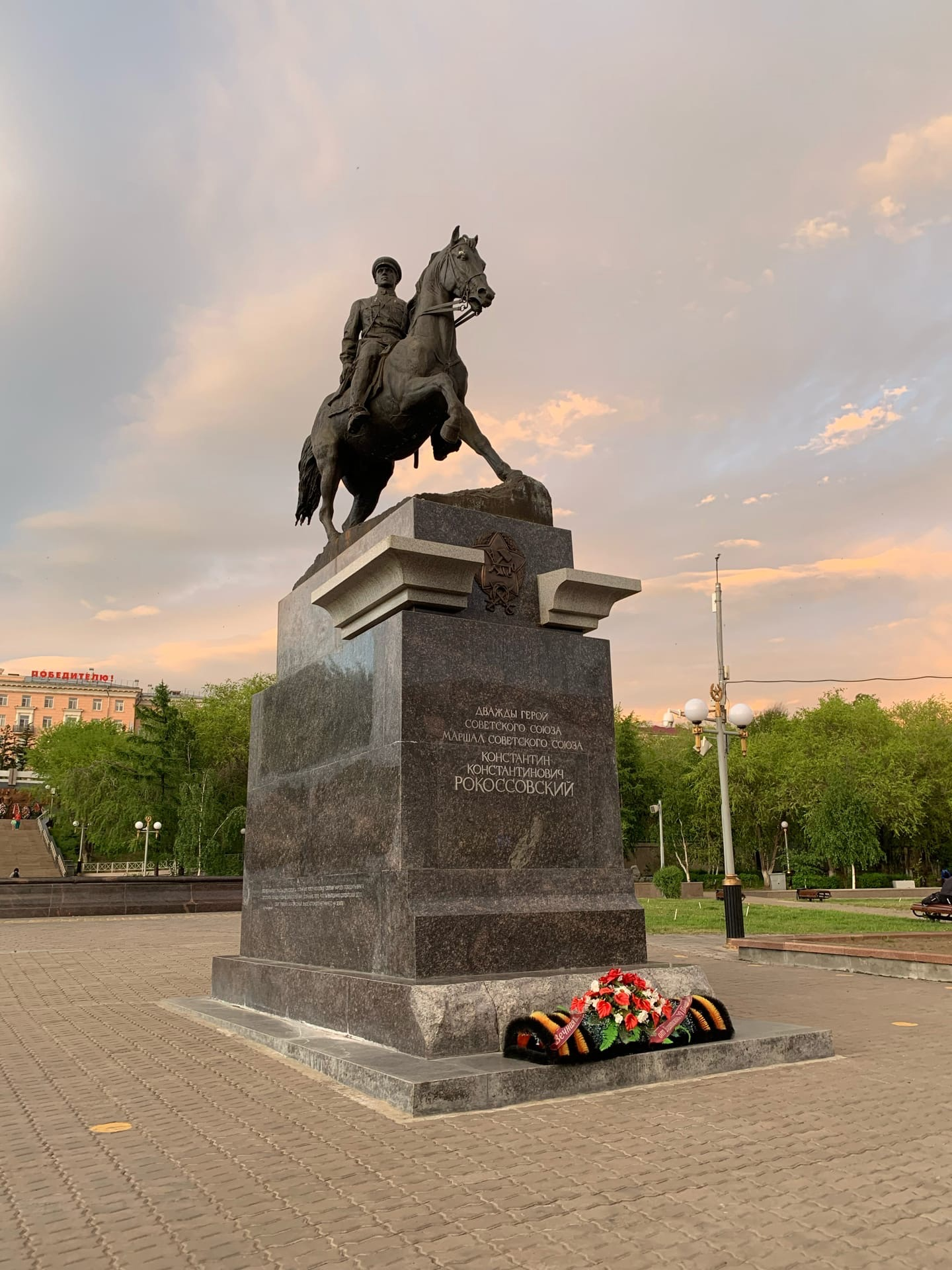
Памятник Маршалу Советского Союза Константину Рокоссовскому на ул. Балтахинова

С 1990 года город Улан-Удэ входит в список исторических городов России. В Улан-Удэ на государственной охране находятся 52 памятника истории, 177 памятников архитектуры и градостроительства, три памятника монументального искусства, один памятник археологии.
Приказом Министерства культуры Российской Федерации, Министерства регионального развития Российской Федерации от 29 июля 2010 года № 418/339 «Об утверждении перечня исторических поселений» город Улан-Удэ не был включён в список исторических поселений.

### XXI век
1 августа 2023 года Правительство Российской федерации утвердило мастер-план комплексного социально-экономического развития Улан-Удэ до 2030 года.
Весной 2024 года началось осуществление мастер-плана Улан-Удэ. В центре города началось строительство зданий: театра «Байкал», Национального музея, средней школы. Для строительства школы была снесена улица Кузнечная. В 2024 году построены новые тепловые сети по улицам: Трактовая, им. Балтахинова, Свободы.

## Улицы исторической части города

### С юга на север
| Старое название                                                                                                  | Современное название |
| --- | --- |
| Набережная Уды                                                                                                   | Набережная |
| Кузнечный ряд, Кузнечная                                                                                         | Снесена в апреле 2024 года для строительства здания средней школы                                                        |
| Соборная, Почтамтская, Первомайская (с 13 июня 1924 года по 1984 год), Линховоина (с 1984 г. по декабрь 2016 г.) | Соборная |
| Мещанская, Мордовская, Бурятская (с 13 июня 1924 года)                                                           | им. Д. Банзарова (c 1947 года)                                                                                           |
| Солдатская, Сенная, Гоголевская                                                                                  | им. Я.М. Свердлова |
| Троицкая, Милицейская                                                                                            | им. В.В. Куйбышева |
| Гостинная, Базарная, Коммунальная                                                                                | им. С.М. Кирова |
| Ямская, Проезжая, Центросоюзная (с 1923 года)                                                                    | им. Н.А. Каландаришвили (с апреля 1940 года)                                                                             |
| Луговая, Думская                                                                                                 | Советская (с 13 июня 1924 года)                                                                                          |
| Закалтусная | Профсоюзная (с 13 июня 1924 года)                                                                                        |
| Приютская, им. Е.В. Лебедева (с 13 июня 1924 года)                                                               | им. Н.А. Некрасова |
| Читинская | им. М.Н. Ербанова |
| Воздвиженская | не существует |
| Ново-Спасская, Рабочая (с 13 июня 1924 года)                                                                     | им. Сухэ-Батора |
| | им. Бау Ямпилова |
| Лесная, Голдобинская, Трудовая (с 13 июня 1924 года)                                                             | им. А.У. Модогоева |
| Кяхтинская | де-факто не существует, но есть 1-этажное здание Республиканского психневрологического диспансера по улице Кяхтинская 4. |
| Байкальская | не существует (выходила на современную ул. Добролюбова)                                                                  |
| Баргузинская | ул. им. Энгельса (с 29 июля 1937 года)                                                                                   |
| Ново-Проезжая, Восточная, им. Троцкого (с 13 июня 1924 года) Восточная (с 26 апреля 1929 года)                   | им. М.В. Фрунзе |

### С запада на восток
| Старое название                                                                        | Современное название                       |
| -------------------------------------------------------------------------------------- | ------------------------------------------ |
| —                                                                                      | ул. Свободы (с 4 февраля 1926 года)        |
| Малая Набережная                                                                       | им. О. И. Шмидта (с 11 июня 1934 года)     |
| Большая Набережная, Романовская                                                        | им. А. П. Смолина (с 1924 года)            |
| Трактовая, Большая, Большая-Николаевская                                               | им. В. И. Ленина                           |
| Северо-Южная, Лосевская, Юного Коммунара, им. И. В. Сталина (с 29 июля 1937 года)      | Коммунистическая (с 1961 года)             |
| Спасская                                                                               | им. М. И. Калинина (с 13 июня 1924 года)   |
| Мокрослободская, Монгольская (с 13 июня 1924 года)                                     | им. П. С. Балтахинова (с апреля 1940 года) |
| —                                                                                      | Проспект Победы                            |
| Подгорная                                                                              | не существует                              |
| Селенгинская, Воздвиженская                                                            | Партизанская (с 13 июня 1924 года)         |
| Курбатовская, Пожарная (с 13 июня 1924 года)                                           | не существует                              |
| Фроловская, Кооперативная (с 13 июня 1924 года)                                        | не существует                              |
| Иркутская                                                                              | им. Ц. Ранжурова (с апреля 1940 года)      |
| Покровская, Красная (с 13 июня 1924 года)                                              | не существует                              |
| Титовская, Сталинская (с 13 июня 1924 года), им. В. Володарского (с 29 июля 1937 года) | не существует                              |
| Железнодорожная                                                                        | им. В. Б. Борсоева (с 12 мая 1965 года)    |

### Названия улиц

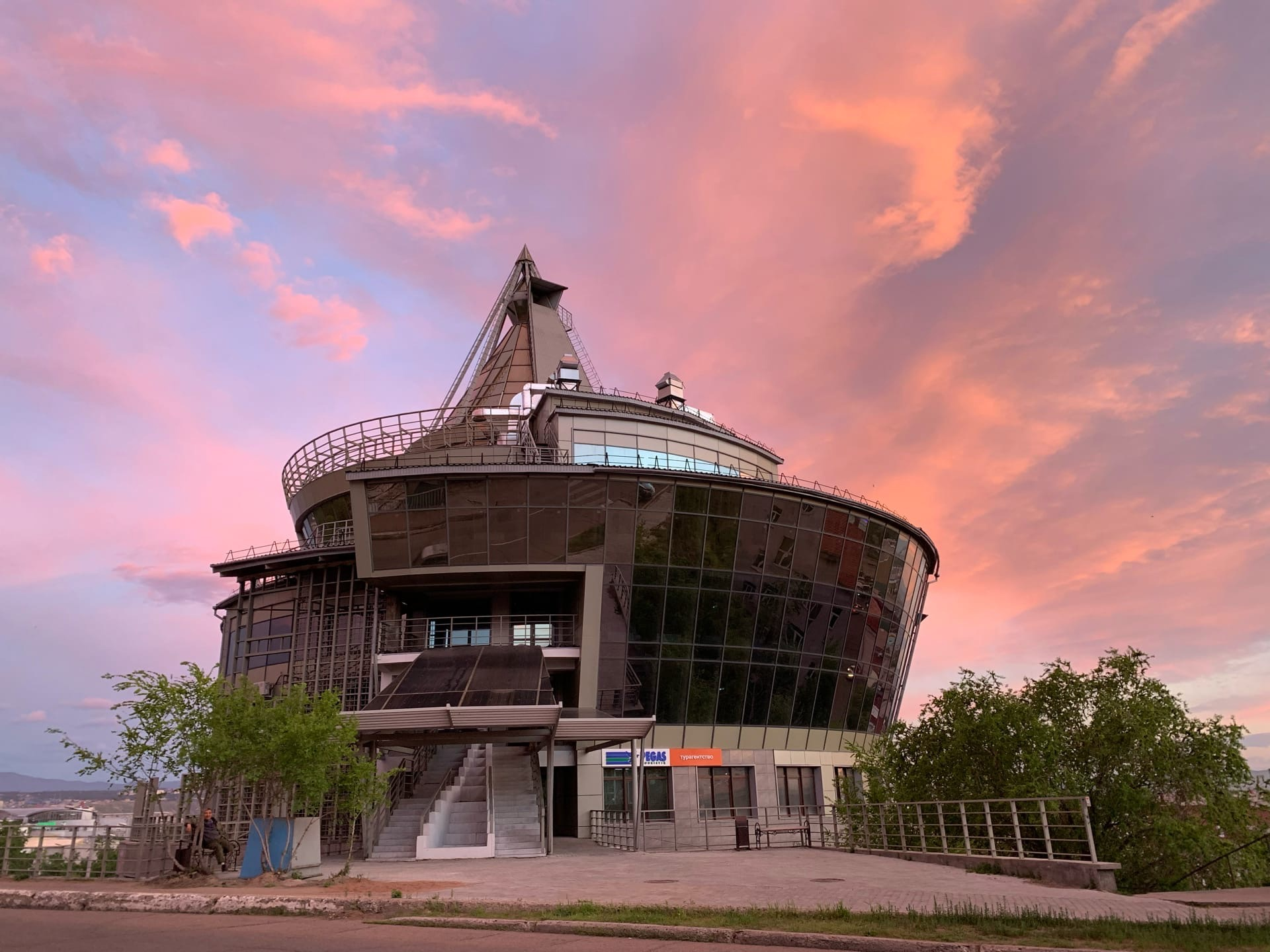
Здание «Эвенкийский центр «Арун» в г. Улан-Удэ

Улицы города в XVIII—XIX веках называются фамилиями крупных купцов, проживающих на них: Лосевская, Голдобинская, Курбатовская и т. д. Представители сословий и социальных групп селятся компактными группами; так появляются улицы Мещанская, Разночинская, Солдатские. В Заудинской слободе названия улиц соответствовали характеру местности — Подкаменская, Подгорная, Проточная, Мостовая.
После установления в стране советской власти часть улиц, названия которых были связана со старыми сословиями, была переименована в Рабочую, Трудовую, Центросоюзную и т. д. В 1930-е годы часть улиц была названа именами участников Гражданской войны: им. Н. А. Каландаришвилли, А. П. Смолина, П. С. Балтахинова и советских деятелей: имени С. М. Кирова, М. В. Фрунзе и др. В годы пятилеток возникли улицы Лесопильная, Лесозаводская, Транспортная. После Великой Отечественной войны улицы называют именами Героев Советского Союза: В. Б. Борсоева, С. Н. Орешкова и др.

## Площади города
| Старое название                                             | Современное название                                                 |
| ----------------------------------------------------------- | -------------------------------------------------------------------- |
| Соборная (перед Одигитриевским собором)                     | Площадь имени Д. Банзарова (занята автобусной остановкой)            |
| Базарная площадь, Октябрьская площадь (с 13 июня 1924 года) | Площадь Революции                                                    |
| Нагорная площадь                                            | Площадь Советов                                                      |
| Батарейная площадь (с 15 января 1903 года)                  | Не существует.                                                       |
| Николаевская площадь (с 1891 года)                          | Не существует.                                                       |
| Краснознамённая площадь (с 4 февраля 1926 года)             | Не существует. Находилась в Нижней Берёзовке (теперь пос. Вагжанова) |
| Площадь 1905 года (с 4 февраля 1926 года)                   | Сквер им. Сенчихина                                                  |
| —                                                           | Театральная площадь им. Л.Л. Линховоина                              |
| —                                                           | Площадь Славы                                                        |
| —                                                           | Комсомольская площадь                                                |
| —                                                           | площадь им. В. И. Ленина. Возникла в 1961 году на ул. Родины         |

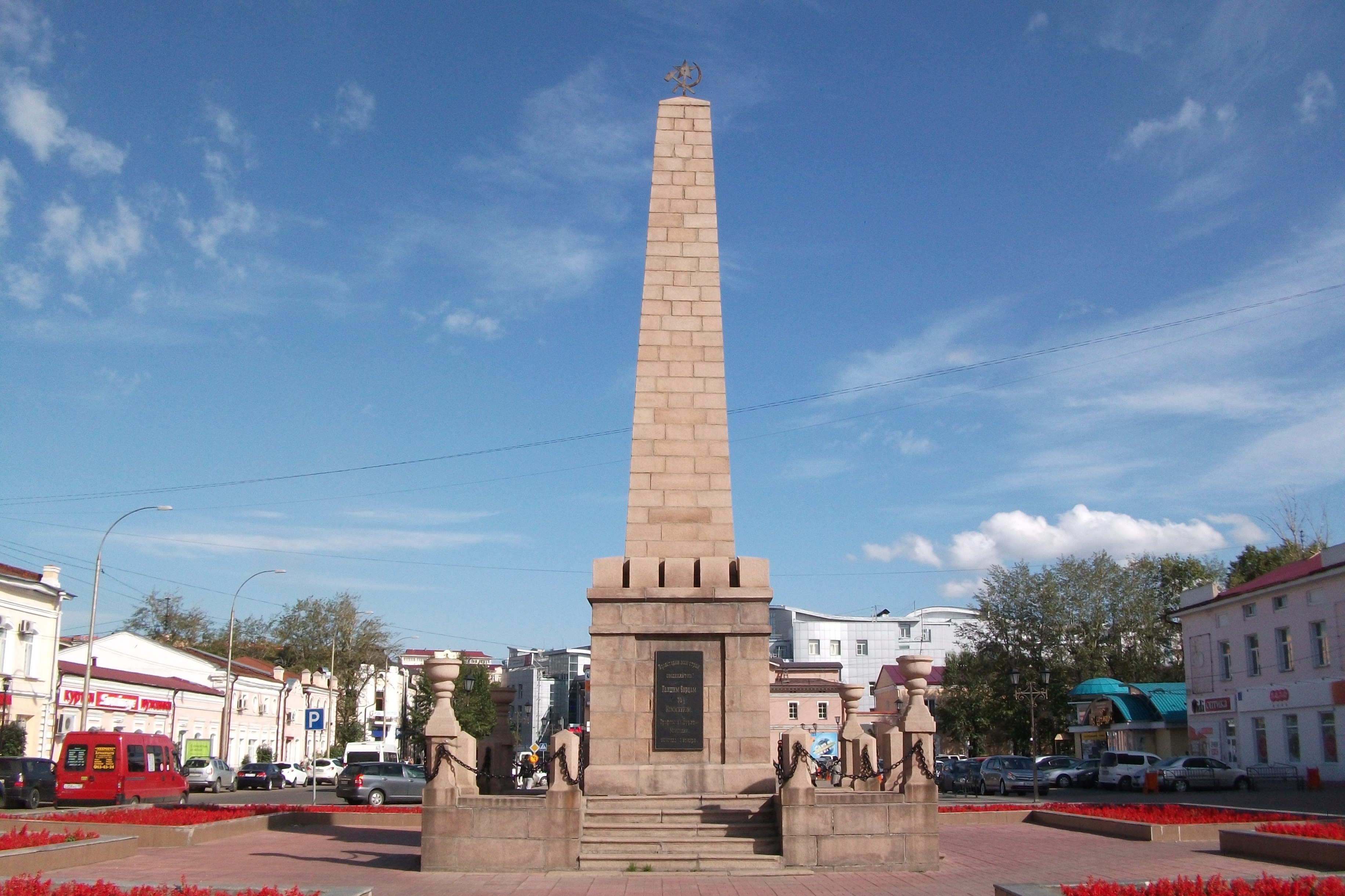
Площадь Революции
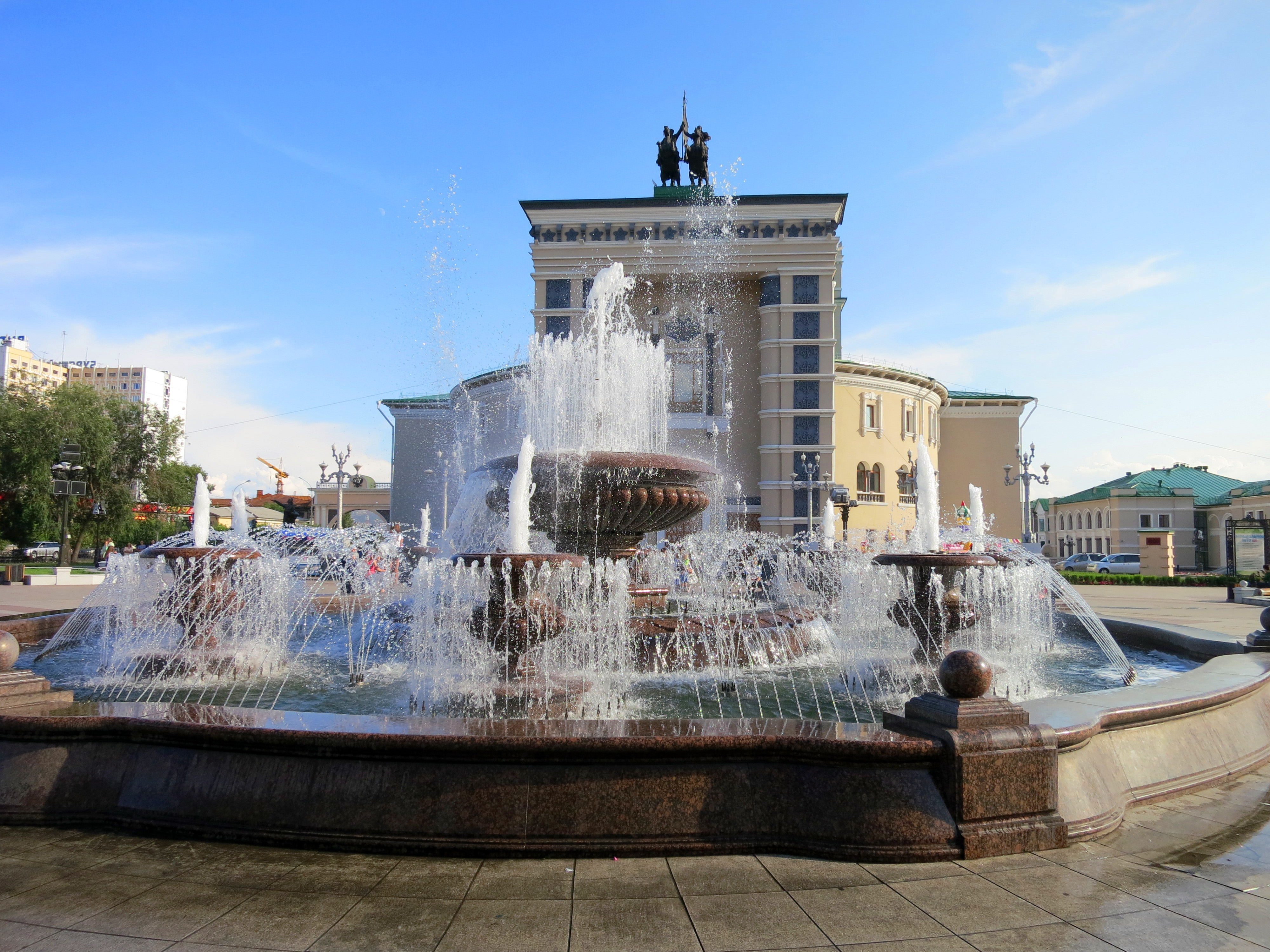
Театральная площадь
Площадь Советов

## Парки, скверы, сады и аллеи города
| Название                           | Район города (улицы)                                          |  |
| ---------------------------------- | ------------------------------------------------------------- |  |
| Центральный парк (Горсад)          | Советский (Куйбышева, Димитрова)                              |  |
| парк «Мемориал Победы»             | Советский (проспект Победы, Балтахинова)                      |  |
| парк культуры и отдыха «Юбилейный» | Октябрьский (Жердева, Краснофлотская, Тобольская)             |  |
| парк им. С.Н. Орешкова             | Железнодорожный (пр. 50-летия Октября, Октябрьская, Лимонова) |  |
| парк им. Д. Жанаева                | Железнодорожный (Краснодонская, Магистральная)                |  |
| парк Железнодорожников             | Железнодорожный (Гагарина, Добролюбова)                       |  |
| парк Счастливых людей              | Октябрьский (Ринчино — 102 квартал)                           |  |
| сквер «60-летия Победы»            | Железнодорожный (пос. Восточный)                              |  |
| сквер «Детство»                    | Октябрьский (Терешковой)                                      |  |
| сквер «Зодчий»                     | Октябрьский (пр. Строителей)                                  |  |
| сквер отдыха «Квартал»             | Октябрьский (пр. Строителей — 40 квартал)                     |  |
| сквер «Космос»                     | Железнодорожный (Гагарина)                                    |  |
| сквер «Кристалл»                   | Советский (Радикальцева)                                      |  |
| сквер «Молодёжный»                 | Железнодорожный (Комарова, Гарнаева, Столичная)               |  |
| сквер «Наранай Туяа»               | Октябрьский (Шумяцкого, Кударинская)                          |  |
| сквер им. А.С. Пушкина             | Железнодорожный (Гагарина, Хоца Намсараева)                   |  |
| детский сквер «Радуга»             | Железнодорожный (Октябрьская, пл. Славы)                      |  |
| сквер «Ровесникам, ушедшим в бой»  | Октябрьский (Бабушкина, Терешковой)                           |  |
| сквер Семейного отдыха             | Октябрьский (пр. Строителей — 47 квартал)                     |  |
| сквер им. Сенчихина                | Железнодорожный (Гагарина, Сенчихина, Революции 1905 года)    |  |
| сквер «Студенческий»               | Октябрьский (Ключевская)                                      |  |
| Шахматный сквер                    | Советский (Коммунистическая, Куйбышева)                       |  |
| аллея Славы                        | Октябрьский (Ключевская — 18 квартал)                         |  |
| Александровский сад                | Советский (Ленина — Гостиные ряды)                            |  |
| Бульвар Карла Маркса               | Октябрьский                                                   |  |
| Сиреневый бульвар                  | Железнодорожный                                               |  |

## Архитекторы
- Лосев, Антон Иванович (1763—1829) — иркутский губернский архитектор. По его проекту построены Гостинодворские ряды.
- Паув, Николай Августович — отставной коллежский регистратор. По его проектам в Верхнеудинске было построено несколько зданий; в том числе: усадьба И. Ф. Голдобина (ул. Ленина, 26), арка «Царские ворота», усадьбы на ул. Набережная, 28, ул. Ленина, 3 (1879 год).
- Котов, Афанасий Сергеевич — городской техник до 1917 года, городской архитектор в 1920-е годы.
- Минерт, Людвиг Карлович — в 1950-е годы главный архитектор «Бурят-Монголпроекта».
- Вампилов, Андрей Романович — с 1951 года архитектор, главный архитектор института «Бурятгражданпроект».
- Путерман, Леонид Натанович — автор генеральных планов города Улан-Удэ 1966, 1986 и 2007 годов, автор проспекта Победы[28].
- Зильберман, Павел Григорьевич — начальник Управления архитектуры Улан-Удэ, главный архитектор города с 1966 по 2000 год.
- Итыгилов, Владислав Павлович — главный архитектор города с 2000 по 2010 год[29].